# Ford 021C
 (novembre 2021).
La mise en forme du texte ne suit pas les recommandations de Wikipédia : il faut le « wikifier ».
Les points d'amélioration suivants sont les cas les plus fréquents. Le détail des points à revoir est peut-être précisé sur la page de discussion.
- Les titres sont pré-formatés par le logiciel. Ils ne sont ni en capitales, ni en gras.
- Le texte ne doit pas être écrit en capitales (les noms de famille non plus), ni en gras, ni en italique, ni en « petit »…
- Le gras n'est utilisé que pour surligner le titre de l'article dans l'introduction, une seule fois.
- L'italique est rarement utilisé : mots en langue étrangère, titres d'œuvres, noms de bateaux, etc.
- Les citations ne sont pas en italique mais en corps de texte normal. Elles sont entourées par des guillemets français : « et ».
- Les listes à puces sont à éviter, des paragraphes rédigés étant largement préférés. Les tableaux sont à réserver à la présentation de données structurées (résultats, etc.).
- Les appels de note de bas de page (petits chiffres en exposant, introduits par l'outil «  Source ») sont à placer entre la fin de phrase et le point final[comme ça].
- Les liens internes (vers d'autres articles de Wikipédia) sont à choisir avec parcimonie. Créez des liens vers des articles approfondissant le sujet. Les termes génériques sans rapport avec le sujet sont à éviter, ainsi que les répétitions de liens vers un même terme.
- Les liens externes sont à placer uniquement dans une section « Liens externes », à la fin de l'article. Ces liens sont à choisir avec parcimonie suivant les règles définies. Si un lien sert de source à l'article, son insertion dans le texte est à faire par les notes de bas de page.
- La présentation des références doit suivre les conventions bibliographiques. Il est recommandé d'utiliser les modèles {{Ouvrage}}, {{Chapitre}}, {{Article}}, {{Lien web}} et/ou {{Bibliographie}}. Le mode d'édition visuel peut mettre en forme automatiquement les références.
- Insérer une infobox (cadre d'informations à droite) n'est pas obligatoire pour parachever la mise en page.

Pour une aide détaillée, merci de consulter Aide:Wikification.
Si vous pensez que ces points ont été résolus, vous pouvez retirer ce bandeau et améliorer la mise en forme d'un autre article.

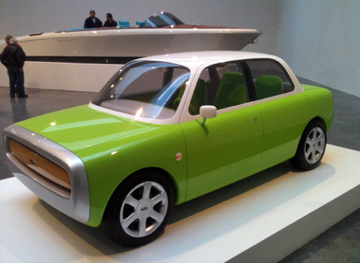
Ford 021C.

La Ford 021C était un concept car présenté par Ford pour la première fois au public au Salon de l'automobile de Tokyo en octobre 1999. Elle a été conçue par Marc Newson et construite par Ghia. Le nom de la voiture est tiré de la couleur orange Pantone, considérée comme la préférée de Newson,, bien qu'elle ait été repeinte en vert citron lorsqu'elle a été présentée au Salon international du meuble de Milan en avril 2000. Les responsables de Ford ont déclaré que 021C signifie également "21e siècle". Elle était uniquement produite en tant qu'exercice de style et elle n'était pas destinée à la production.

## Conception
« Demandez aux enfants de dessiner une voiture, et ils dessineront quelque chose comme ça, donc à bien des égards, la 021C est un objet familier et confortable. Mais elle n'utilise pas beaucoup d'indices de conception automobile typiques, et bien qu'elle intègre une technologie intéressante, ce n'est pas une technologie simplement utilisée pour le plaisir. »

— Marc Newson (1999)
La conception a été commandée par le directeur du design de Ford, J Mays, qui a sélectionné Newson après avoir vu sa chaise longue Lockheed dans une vidéo de Madonna pour la chanson "Rain",. Le résultat était une berline quatre portes avec ce que Newson appelait un thème "rétro-futuriste", similaire aux prédictions faites pour les automobiles de l'an 2000 dans les années 1960. Mays a plaisanté en déclarant que "C'est probablement plus George Jetson que Georg Jensen" lors de son dévoilement. Ford a présenté le concept aux jeunes acheteurs (21 ans et moins) qui "veulent des produits de qualité qui expriment leur individualité.
Les formes extérieures et intérieures font écho aux conceptions précédentes de Newson pour les égouttoirs rectangulaires à coins arrondis, l'aménagement et les phares à rayons et moyeux,. Le concept intégrait également de nombreuses innovations à l'intérieur telles que quatre sièges, les deux sièges avant pivotant sur des socles; un tableau de bord avec finition de style bijou qui se déplaçait verticalement pour s'adapter aux conducteurs de différentes hauteurs et, lorsque les phares étaient allumés, un film électroluminescent blanc neigeux brillait à travers le plafond. Les cadrans du tableau de bord ont été construits par la société horlogère Ikepod de Newson et le volant rappelait son patère Alessi de 1997.
Les caractéristiques extérieures comprenaient un coffre coulissant, des portes suicide et des lampes à LED à l'avant et à l'arrière. Les feux avant et arrière ont été créés par Jonathan Coles pour Isometrix Lighting. La voiture a été peinte en vert après son dévoilement à Tokyo et, ce qui est inhabituel pour un ancien prototype, a continué à être montrée lors de diverses expositions d'art.

## Caractéristique
La 021C est propulsée par un moteur Zetec de 1,6 L produisant 100 PS (74 kW; 99 ch) entraînant les roues avant via une transmission automatique à quatre vitesses. Les jantes en alliage de 16" étaient équipées de pneus Pirelli sur mesure de couleur graphite. La carrosserie de la voiture a été construite à partir de composites en fibre de carbone et elle a été conçue avec une ornementation de surface minimale.
La voiture mesurait 3 601 mm (141,8 po) de long, 1 648 mm (64,9 po) de large et reposait sur un empattement de 2 485 mm (97,8 po). Elle est plus courte de 19 mm (0,75 in) que la citadine Ford Ka de première génération.

## Accueil
Après son dévoilement en 1999 au Salon de l'auto de Tokyo, les critiques automobile ont généralement critiqué le design, l'un d'eux s'appelant avec autodérision «vieux et déconnecté» et donc incapable d'apprécier ce qui était perçu comme une boîte naïve ressemblant à un jouet. D'autres ont noté la nette divergence d'opinions entre les critiques automobile "traditionnel" et les professionnels du design, qui ont salué le concept unifié du design. Jonathan Glancey, écrivant pour The Guardian, a déclaré à l'époque que la plupart des «conceptions de voitures contemporaines sont à peu près aussi intéressantes que de regarder de la peinture de magnolia sécher» et il a qualifié la 021C d'«accrocheuse», notant que "[cela a fait] sourire tous ceux qui l'ont vu".
En 2009, dix ans après son premier dévoilement, les critiques ont revisité le design de la 021C et ont trouvé que le design avait bien vieilli, semblant toujours élégant et moderne,.

## Dans les médias populaires
Une voiture similaire à la Ford 021C a reçu une citation de stationnement de la part de la nouvelle officier Judy Hopps dans le film Zootopie. J Mays est crédité en tant que concepteur automobile en chef du film.

## Exposé
- Salon de l'automobile de Tokyo, octobre 1999[10]
- Salon international du meuble de Milan, avril 2000[4]
- Design Museum de Londres, mai-juillet 2001[3]
- Galerie Gagosian (New York), septembre-octobre 2010[17],[24]
- Philadelphia Museum of Art, novembre 2013-avril 2014[25]